# F-Zero: Maximum Velocity
F-Zero: Maximum Velocity (ou F-zero for Game Boy Advance) é um jogo de corrida desenvolvido pela NDCube e publicado pela Nintendo para Game Boy Advance em 2001, tendo relançamentos para 3DS, Wii U e Nintendo Switch.
Pertencente à série F-Zero. se passa 25 anos depois dos acontecimentos de F-Zero de Super Nintendo. Com isso, pilotos presentes nos jogos de SNES e Nintendo 64 como o Capitão Falcon não estão disponíveis dentro do jogo, mas são referenciados ao longo do jogo. Houve também mudanças em relação aos jogos anteriores da série, como nos veículos, que possuem novas anatomias e velocidades de aceleração, e nas pistas, onde a pista "Bianca City" substituiu a "Mute City".

## Jogabilidade
As corridas consiste em 5 voltas ao longo do circuito, podendo ser encerrada se o jogador pousar fora da pista após um salto, destruir seu carro esgotando sua energia, ou completar uma corrida em uma classificação muito baixa. No Final de cada volta o jogador recebe um "Booster" que pode ser usado quando o jogador quiser apertado os botões L e R do console, caso o jogador decida usar ele, a velocidade do seu veiculo aumenta drasticamente, porem, o controle do veiculo e prejudicado drasticamente, o que incentiva o jogador a usar em retas esse impulso. Caso o jogador use o "Booster" num salto, o salto poderá ser maior o que possibilita a chance de cortar certos trechos da pista, ganhando um tempo considerável.
O Jogo contem alguns Modos de Jogo:
- Grand Prix: Sendo o Modo Principal para os jogados Single-Player. Nesse modo, a 4 series com 5 Corridas cada, sendo uma serie secreta a Master. O jogador necessita estar no top 3 para poder prosseguir para a próxima corrida, caso perca a corrida, perde uma vida e terá que tentar de novo, caso fique sem vida, terá que recomeçar a serie do zero. Essas series são representadas por pecas de xadrez.(Pawn, Knight, Bishop e Queen).
- Training: É o modo de treinamento do jogo, nele você disputa contra a CPU. a CPU pode ter a dificuldade Beginner, Standard, e Expert.
- Multiplayer: Nesse modo 2-4 jogadores poderão jogar o Grand Prix. Contudo é necessário Cabo Link do videogame para poder usar esse modo
- Single-Cart: É um modo que futuramente virou o Download Play do Nintendo 3DS, nele somente um jogador tem o cartucho e os outros jogadores usam o Cabo Link para jogarem. A Diferença para o modo Multiplayer esta nas pistas (que serão só uma) e os veículos (que são genéricos).
- Multi-Cart: Se diferencia do Single-Cart no fato de todos os jogadores precisam do cartucho para jogar, com isso é possível selecionar todas as pistas e carros disponíveis no jogo. Após terminar a pista, o ranking e as posições são compartilhadas entre os jogadores.

## Pilotos, Series e Circuitos
Nesse jogo são 12 Pilotos disponíveis, sendo 4 liberados logo de inicio e o restante podendo ser desbloqueáveis ao longo do jogo
| Piloto           | Carro                                 | Como desbloqueia |
| ---------------- | ------------------------------------- | --- |
| Megan            | Hot Violet                            | Ja Disponivel |
| Mickey Marcus    | FIre Ball                             | Ja Disponivel |
| Jane B. Christie | J. B. Crystal                         | Ja Disponivel |
| Nichi            | Wind Walker (Ou Crazy Horse no Japão) | Ja Disponivel |
| Lord Cyber       | Sly Joker (Ou Dirty Joker)            | Derrote a Pawn, Knight e Bishop Series no Modo Standard |
| Alexander O'Neil | The Stingray                          | Derrote a Pawn, Knight e Bishop Series no Modo Expert |
| Blitz Wagner     | Silver Thunder                        | Derrote a Queen Series no Modo Standard |
| Kent Akechi      | Falkon MK-2                           | Derrote a Pawn, Knight, Bishop e Queen Series no Modo Master |
| Kumiko           | Fighting Comet                        | Derrote a Pawn, Knight, Bishop e Queen no Modo Master |
| Prof. Yazoo Jr.  | Jet Vermilion                         | Derrote a Pawn, Knight, Bishop e Queen no Modo Master com todos os carros ou Corra na Synobazz Championship Circuit 255 vezes ou use um Codigo na area PASSWORD. |

O Jogo é dividido em 4 Series de 5 Circuitos cada: 
| Pawn Series       | Knight Series     | Bishop Series  | Queen Series      |
| ----------------- | ----------------- | -------------- | ----------------- |
| Bianca City 1     | Tenth Zone East 1 | Bianca City 2  | Crater Land 2     |
| Stark Farm 1      | Beacon Port       | Ancient Mesa 2 | Tenth Zone East 2 |
| Empyrean Colony 1 | Synobazz          | Crater Land 1  | Empyrean Colony 2 |
| Stark Farm 2      | Ancient Mesa 1    | Cloud Carpet 2 | Fire FIeld 1      |
| Cloud Carpet 1    | Stark Farm 3      | Bianca City 3  | Fire Field 2      |

## Diferenças entre as Versões e Conteúdo Removido
Existem algumas diferenças entre as versões Japonesa/Chinesa com as verões dos EUA/Europa.
- Nos Veículos, o Wind Walker se chama Crazy Horse e o Sly Joker se chama Dirty Joker.
- Nas Pistas, a Tenth Zone East se chama East Ten Side; Empyrean Colony se chama Laputan Colony; Cloud Carpet se chama Clouds Carpet e o Ancient Mesa se chama Ancient Mare.
- No Final do Jogo após a tela de créditos, a arte final nas versões Japonesa é levemente cortada e mal dimensionada, isso foi arrumada nas versões americana e europeia.
- Quando você termina o jogo, a arte que aparece é do piloto que você estava usando, houve uma censura nas roupas das pilotas Jane B. Christie e Kumiko, deixando o decote menos aparente.

Sobre conteudos removidos existem variações das musicas da tela de titulo, da apresentação de resultados e do encerramento do jogo, existem 2 musicas que não estão em nenhum lugar do jogo.

## Relançamentos
O Jogo foi relançado em 16 de Dezembro de 2011. de forma gratuita para os "embaixadores" do Nintendo 3DS. Isso foi feito como uma compensação aos usuários que compraram o console antes do seu corte de preço que houve. Outros jogos acabaram sendo disponibilizados para o download gratuitos Nessa versão, não havia o suporte ao cabo link do GBA que existia em sua versão original e com isso, algumas opções de jogo acabaram não sendo disponíveis de ser jogada no Console portátil.
O Jogo foi disponibilizado no Virtual Console do Wii U.  A grande novidade foi a possibilidade de jogar no gamepad do console, porem, assim como no 3DS, não ha o suporte ao cabo link do GBA, o que limita a possibilidade de jogar algumas funções dentro do jogo.
No dia 29 de março de 2024 o jogo foi lançado para o Nintendo Switch em seu serviço online "Nintendo Switch Online + Pacote Adicional"